# Mary Lee Settle
Mary Lee Settle (Charleston, 29 luglio 1918 – Ivy, 27 settembre 2005) è stata una scrittrice statunitense.

## Biografia
Mary Lee Settle nasce a Charleston, Virginia Occidentale, il 29 luglio 1918.
Compie gli studi allo Sweet Briar College (1936-1938) e durante la seconda guerra mondiale presta servizio presso la Women's Auxiliary Air Force e la Royal Air Force.
Nel 1954 esordisce nella narrativa con il romanzo The Love Eaters al quale fanno seguito numerosi romanzi oltre a saggi e memoir.
Vincitrice di un National Book Award nel 1978 per Blood Tie e fondatrice nel 1980 del Premio PEN/Faulkner per la narrativa, muore a 87 anni il 27 settembre 2005 a Ivy, Virginia

## Vita privata
Nel 1939 sposa il cittadino britannico Rodney Weathersbee dal quale ha un figlio e da cui divorzia nel 1946. Nello stesso anno sposa Douglas Newton e la coppia si separa nel 1956. Nel 1978 sposa il terzo marito, lo statunitense William Tazewell morto nel 1998.

## Opere

### Serie Beulah Quintet
- Prisons (1973)
- O Beulah Land (1956)
- Know Nothing (1961)
- The Scapegoat (1980)
- The Killing Ground (1982)

### Altri romanzi
- The Love Eaters (1954)
- The Kiss of Kin (1955)
- Pride's Promise (1960)
- Fight Night On a Sweet Saturday (1964)
- The Clam Shell (1971)
- Long Road to Paradise (1974)
- Blood Tie (1977)
- Water World (1984)
- Celebration (1986)
- Charley Bland (1989)
- Choices (1995)
- I, Roger Williams (2001)

### Saggi e memoir
- All the Brave Promises (1966)
- The Story of Flight (1967)
- Addie (1989)
- Turkish Reflections (1991)
- Spanish Recognitions (2004)
- Spanish Recognitions: The Roads to the Present (2005)
- Learning to Fly (2007)

## Premi e riconoscimenti
- National Book Award per la narrativa: 1978 vincitrice con Blood Tie
- Premio Janet Heidinger Kafka: 1982 vincitrice con The Killing Ground